# Michaił Szkabardnia
Michaił Siergiejewicz Szkabardnia (ros. Михаил Сергеевич Шкабардня, ur. 18 lipca 1930 w stanicy Tyflisskaja w rejonie tyflisskim w Kraju Północnokaukaskim, obecnie Kraj Krasnodarski, zm. 28 stycznia 2025) – radziecki polityk, Bohater Pracy Socjalistycznej (1990).

## Życiorys
Urodzony w rodzinie kozackiej, w latach 1949–1954 studiował w Nowoczerkaskim Instytucie Politechnicznym, po czym został inżynierem elektrykiem. Od 1954 pracował w fabryce przyrządów elektromierniczych kolejno jako inżynier, szef biura technologicznego, szef laboratorium technologicznego, szef specjalistycznego biura konstruktorskiego i główny inżynier fabryki. Od 1960 w KPZR, w 1968 przeszedł do pracy w centralnym aparacie Ministerstwa Budowy Przyborów, Środków Automatyzacji i Systemów Kierowania ZSRR, w latach 1968–1971 był głównym inżynierem - zastępcą szefa Głównego Zarządu Produkcji Przyrządów Elektromierniczych i Środków Telemechaniki tego ministerstwa. Następnie główny inżynier – zastępca szefa i szef Wszechzwiązkowego Państwowego Przemysłowego Zjednoczenia Gospodarczego ds. produkcji przyrządów elektromierniczych, 1974–1976 szef Zarządu Technicznego, a 1976–1979 Zarządu Naukowo-Technicznego Ministerstwa Budowy Przyborów, Środków Automatyzacji i Systemów Kierowania ZSRR. Od 1979 zastępca ministra, a od 10 września 1980 do 27 czerwca 1989 minister budowy przyrządów, środków automatyzacji i systemów kierowania ZSRR, od 17 lipca 1989 do 26 grudnia 1990 zarządzający sprawami Rady Ministrów ZSRR, następnie na emeryturze. Od 1980 doktor nauk technicznych, a od 1986 profesor. Od 1981 zastępca członka, a w latach 1986–1990 członek KC KPZR. Deputowany do Rady Najwyższej ZSRR 10 i 11 kadencji.

## Odznaczenia i nagrody
- Medal Sierp i Młot Bohatera Pracy Socjalistycznej (30 grudnia 1990)
- Order Lenina (dwukrotnie – 10 czerwca 1986 i 30 grudnia 1990)
- Order Rewolucji Październikowej (31 marca 1981)
- Order „Za zasługi dla Ojczyzny” IV klasy (28 czerwca 2001)
- Order Czerwonego Sztandaru Pracy (25 sierpnia 1971)
- Nagroda Państwowa ZSRR (1976)

I medale.